# São Brás (Praia da Vitória)
São Brás es una freguesia portuguesa perteneciente al municipio de Praia da Vitória, situado en la Isla Terceira, Región Autónoma de Azores. Posee un área de 5,30 km² y una población total de 1 012 habitantes (2001). La densidad poblacional asciende a 190,9 hab/km². Se encuentra a una latitud de 38°46' N y una longitud 27°9' O. La freguesia se encuentra a 1 m s. n. m.
- Datos: Q2451799
- Multimedia: São Brás (Praia da Vitória) / Q2451799

1. ↑  Worldpostalcodes.org,código postal n.º 9760-664.